# Aleuron ypanemae
Aleuron ypanemae är en fjärilsart som beskrevs av Jean Baptiste Boisduval 1875. Aleuron ypanemae ingår i släktet Aleuron och familjen svärmare. Inga underarter finns listade i Catalogue of Life.